# Triviale naam (chemie)
In de scheikunde zijn triviale namen de namen die in het dagelijks leven gebruikt worden, dus gangbare benamingen in tegenstelling tot de wetenschappelijke namen die de IUPAC-regels volgen. Voorbeelden zijn:
- Natronloog voor een oplossing van natriumhydroxide in water
- Keukenzout voor natriumchloride
- Rattenkruit (niet te verwarren met rattenkruid) voor arseen(III)oxide

Bij verschillende stoffen worden, ook in de wetenschappelijke wereld, naast de wetenschappelijke naam soms of vaak ook de triviale naam gebruikt. Enkele voorbeelden:
- Methyleenchloride voor dichloormethaan
- Vitriool voor zwavelzuur
- Azijnzuur voor ethaanzuur
- Kalksalpeter voor calciumnitraat

Andere triviale namen zijn zo ingeburgerd dat zij door de IUPAC als officieel worden aangeduid. Typische voorbeelden zijn aromatische verbindingen, zoals benzeen, naftaleen, fenol en tolueen. Ook bepaalde mengsels krijgen triviale namen, zoals koningswater, patentkali, nitreerzuur en kalkammonsalpeter.
Het doel van een systematische naam is eenduidige communicatie: een systematische naam wordt in het ideale geval door iedereen die hem gebruikt op dezelfde wijze opgevat. Er kan dan internationaal gezien geen misverstand over ontstaan welke stof bedoeld wordt. 

## Nieuwe triviale namen
Het gebruik van eenduidige namen staat in de wetenschap voorop. Echter werken ook wetenschappers in hun dagelijks leven regelmatig met ingewikkelde verbindingen. Deze verbindingen steeds bij hun systematische naam noemen is onhandig. Vooral in de organische chemie worden ook in de wetenschap triviale namen gebruikt. De nieuwe triviale namen verwijzen vaak naar de gelijkenis die de molecuulformule heeft met een bepaald voorwerp: de systematische naam van pentacyclo[4.2.0.02,5.03,8.04,7]octaan is weliswaar eenduidig, maar voor een verbinding met een structuurformule die op een kubus lijkt, is cubaan in de dagelijkse wetenschappelijke praktijk een stuk simpeler.

### Voorbeelden
Adamantaan (lijkt op diamant), basketaan (uit het Engels: Basket = mandje), cubaan (kubusvormig), ladderaan, prismaan, propellaan